# Thalictrum macrocarpum
Thalictrum macrocarpum är en ranunkelväxtart som beskrevs av Jean Charles Marie Grenier. Thalictrum macrocarpum ingår i släktet rutor, och familjen ranunkelväxter. Inga underarter finns listade i Catalogue of Life.